# Čamurlija
Čamurlija (cyr. Чамурлија) – wieś w Serbii, w okręgu niszawskim, w mieście Nisz. W 2011 roku liczyła 554 mieszkańców.